# Margaret Sutermeister

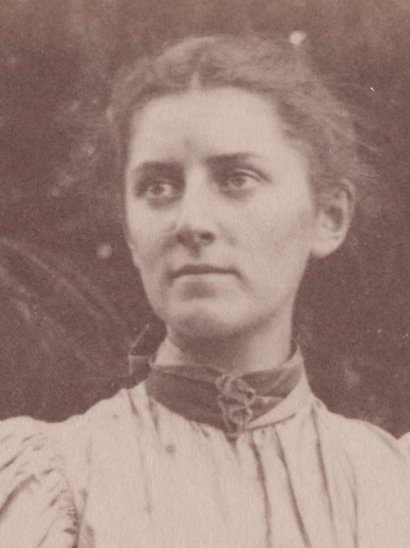
Margaret Sutermeister 1895

Margaret Sutermeister (* 10. April 1875 in Milton (Massachusetts); † 30. Mai 1950 ebenda) war eine US-amerikanische Fotografin.

## Leben
Sutermeisters Eltern waren Harriet Georgianna Davenport (1843–1933) und Emanuel Sutermeister (1851–1909), ein Florist und Feuerwehrmann Schweizer Herkunft. Ihr Bruder war der Chemiker Edwin Sutermeister (1876–1958).
Nach dem Schulabschluss 1894 entdeckte Sutermeister für sich die Fotografie als künstlerisches Ausdrucksmittel und begann mit einer Plattenkamera ihre Umwelt zu dokumentieren. Neben Alltagsszenen entstanden Landschaften, aber auch formale Porträts. Nach dem Tod ihres Vaters 1909 übernahm sie die Leitung der Davenport Gärtnerei der Familie und gab die Fotografie auf.
Der fotografische Nachlass aus gut 1800 Glasnegativen befindet sich in der Sammlung der Milton Historical Society. Zu Beginn der 1990er Jahre wurde der Nachlass von der Kunsthistorikerin Judith Bookbinder wiederentdeckt und in mehreren Ausstellungen in Massachusetts präsentiert.

## Galerie

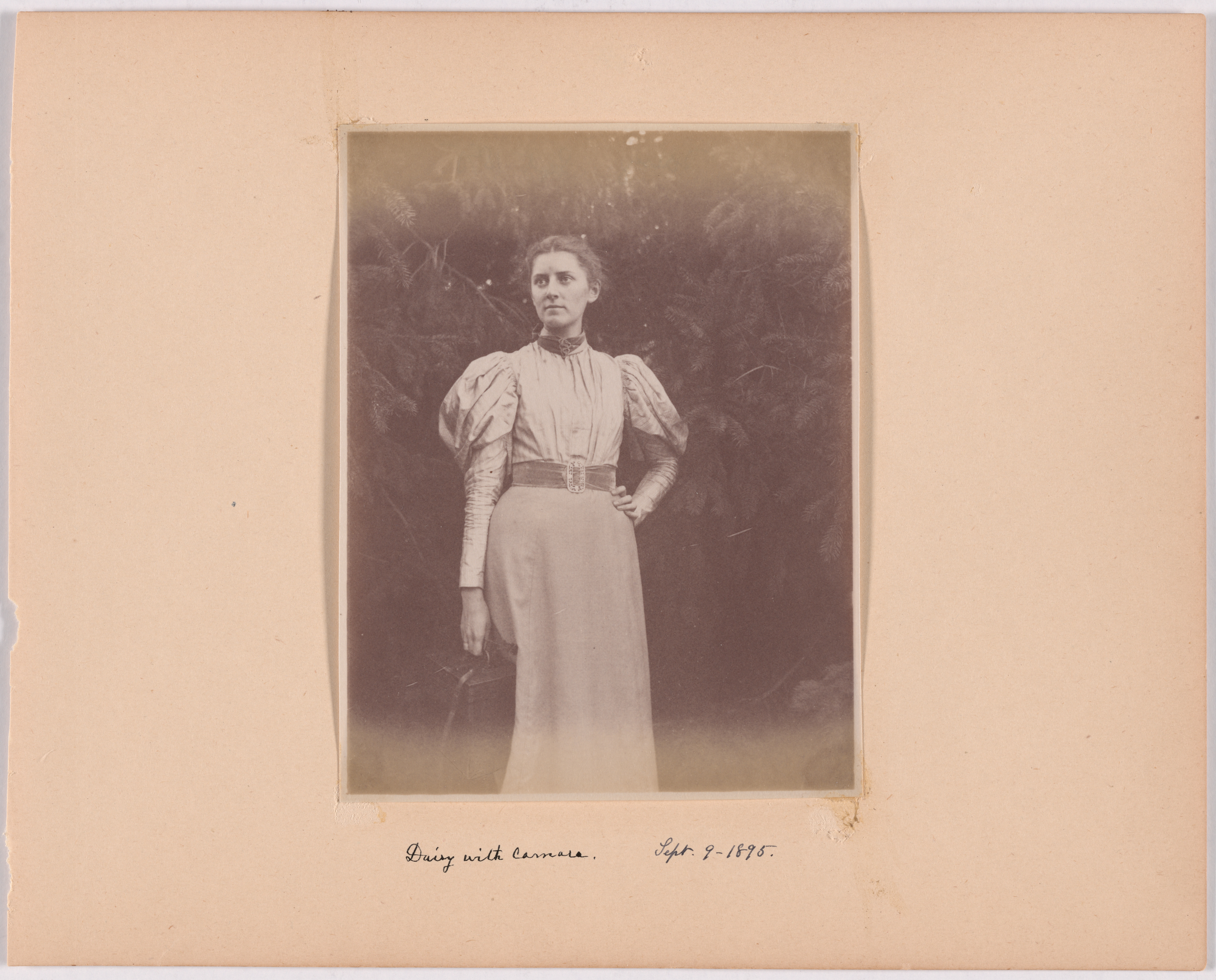
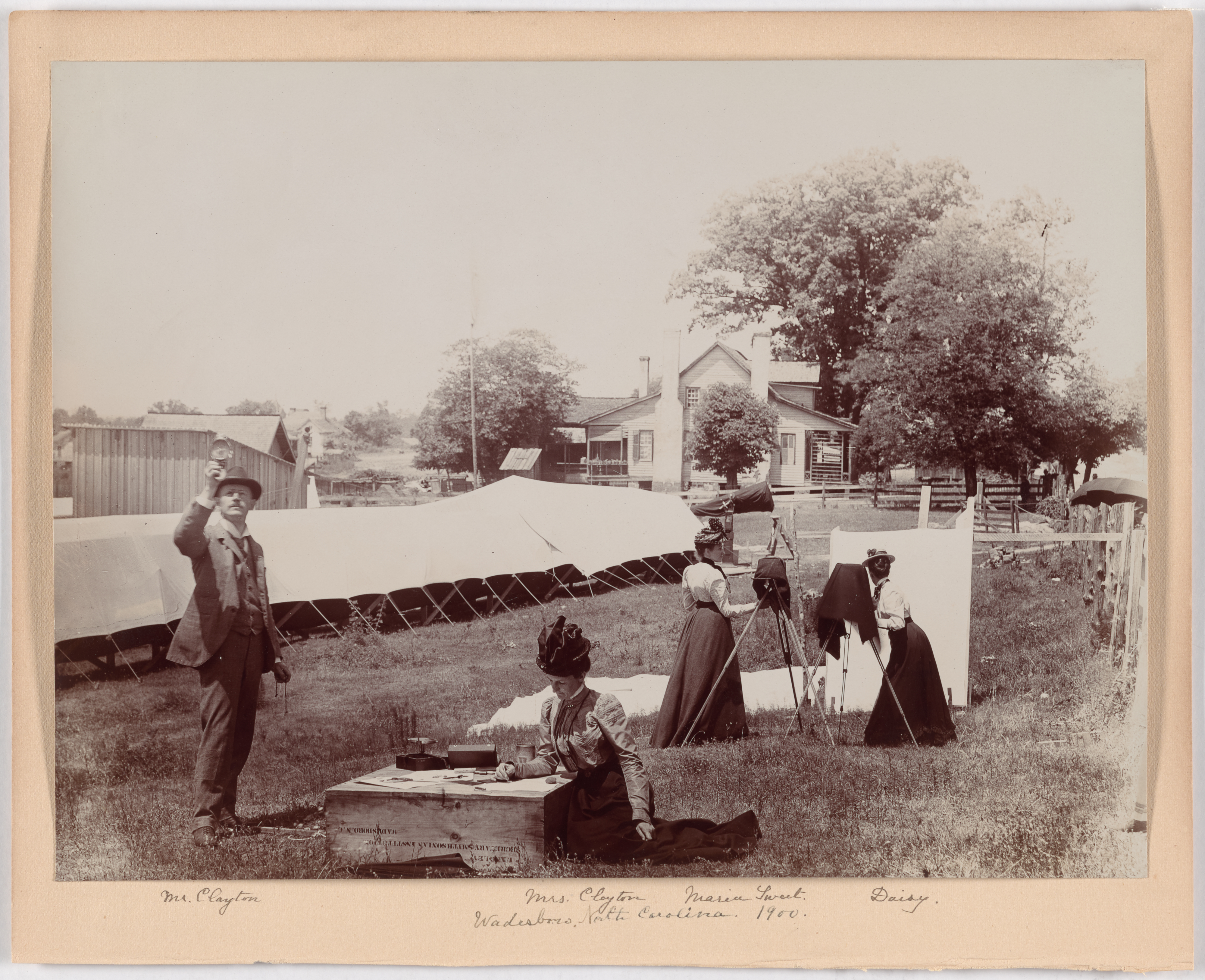
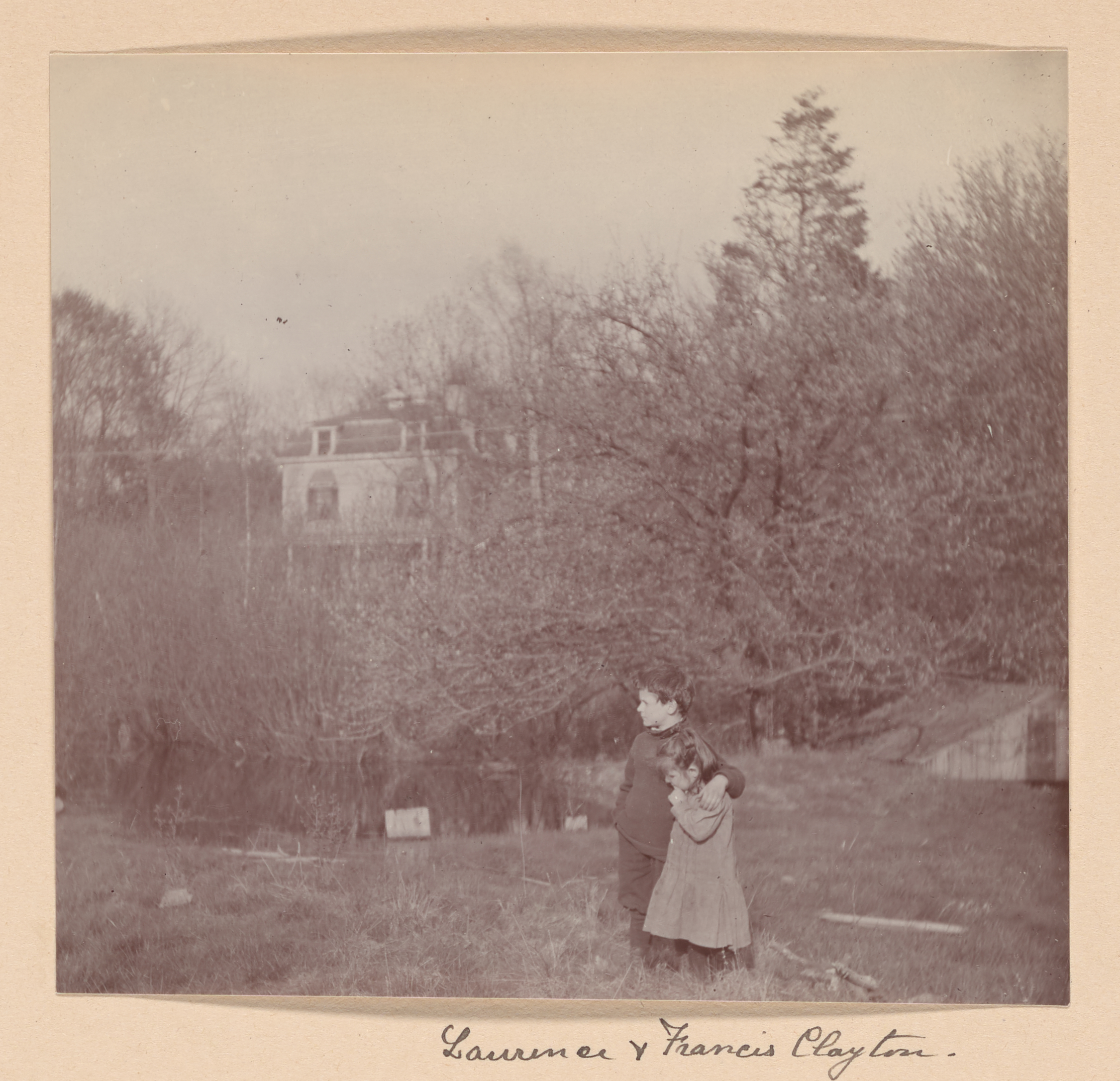
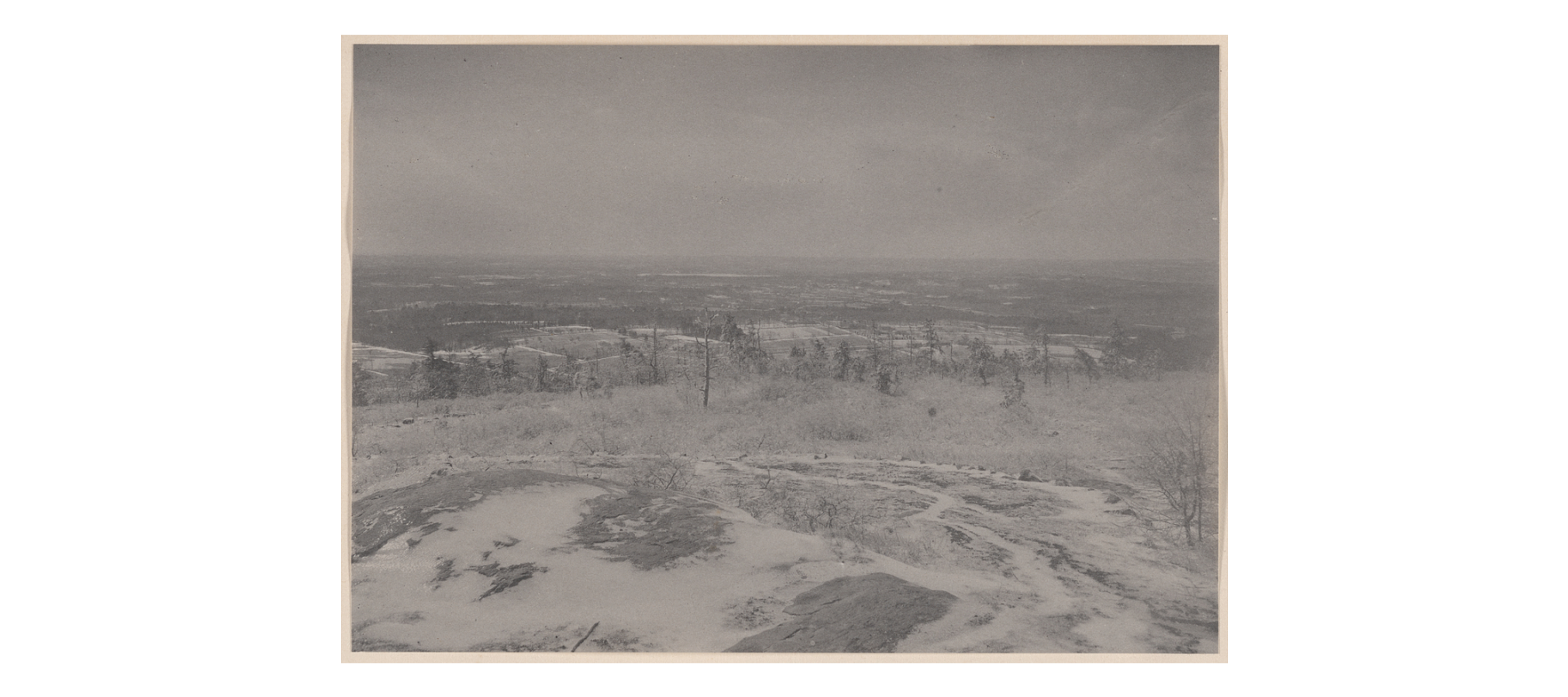